# Frederik Moltke
Frederik Moltke, född den 18 januari 1754 i Odense, död den 4 juli 1836 på Vallø slott, var en dansk statsman. Han var brorson till Adam Gottlob Moltke och farbror till Anton Carl Frederik Moltke.
I sin ungdom hade Moltke Johannes Ewald som lärare och han blev senare dennes trofaste vän. Moltke hjälpte denne olycklige diktare till en bättre bostad och i allmänhet till ett drägligare liv under dennes sista levnadstid (till 1781).
Moltke blev 1781 amtman över Bratsbergs amt, 1788 stiftsamtman över Kristiansands stift och 1790 över Akershus stift. År 1795 utnämndes Moltke till chef för Generaltullkammaren och 1799 till president i danska kansliet, men avlägsnades från sistnämnda post 1803 efter en tvist med Christian Colbiørnsen och återvände till sin plats i Generaltullkammaren.
År 1808 blev han geheimeråd och 1810 statsminister, men fick avsked i maj 1814 och förvisades till Jylland, emedan han i ett av svenskarna uppsnappat brev oförbehållsamt uttryckt sina sympatier för norrmännens självständighetskamp. Åren 1815–1824 var Moltke dock stiftsamtman i Aalborg och därjämte 1811–1833 direktör för Öresunds tullkammare.
Moltke anses 1810 ha författat ett franskt upprop till svenskarna (Aux suédois par un habitant d'Altona) om önskligheten av de tre nordiska rikenas förening genom danske kungens val till svensk tronföljare. Som ämbetsman visade Moltke stor iver för frisinnade reformer samt främjade även litteratur och vetenskap.